# Boucles dingéennes
Les Boucles dingéennes sont une course cycliste française disputée autour de la ville de Dingé, dans le département d'Ille-et-Vilaine. Créée en 2002, elle se déroule le 1er mai, sur une journée.
L'épreuve est ouverte aux coureurs de 1re, 2e et 3e catégories, ainsi qu'aux juniors.

## Palmarès
| Année     | Vainqueur                 | Deuxième               | Troisième             |
| --------- | ------------------------- | ---------------------- | --------------------- |
| 2002      | Stéphane Tibaudeau        |                        |                       |
| 2003      | Guillaume Le Dihanet      | Fabrice Jeandesboz     | Arnaud Gérard         |
| 2004      | Damien Pommereau          | David Bossard          | Mickaël Boulet        |
| 2005      | Yann Rault                | Thomas Waskiewicz      | Cyril Guinard         |
| 2006      | François Lefeuvre         | David Rault            |                       |
| 2007      | Mickaël Boulet            |                        |                       |
| 2008      | Manuel Michot             | Florian Auberger       | Paul-Mikaël Menthéour |
| 2009      | Christophe Laborie        | Ludovic Poilvet        | Romain Appert         |
| 2010      | Erwann Corbel             | Salva Vilchez          | Thomas Krasniak       |
| 2011      | Erwann Corbel             | Simon Le Guével        | Cyrille Noël          |
| 2012      | Erwann Corbel             | William Le Corre       | Frédéric Guillemot    |
| 2013      | Vincent Colas             | Antoine Loreau         | Loïc Jamet            |
| 2014      | Erwan Brenterch           | Piotr Zieliński        | Miguel Fillaut        |
| 2015      | Maxime Le Montagner       | Matthieu Gauthier      | Enric Lebars          |
| 2016      | Fabien Schmidt            | Fabien Lebreton        | Jean-Marie Gouret     |
| 2017      | Mathieu Burgaudeau        | Nicolas David          | Adrien Lagrée         |
| 2018      | Gaëtan Lemoine            | Aurélien Le Lay        | Marie-Ange Renault    |
| 2019      | Jordan Levasseur          | Maël Boivin            | David Chopin          |
| 2020-2021 | pas de course             | pas de course          | pas de course         |
| 2022      | Théo Menant               | Kevin Boyer            | Maxime Renault        |
| 2023      | Florentin Lecamus-Lambert | Antoine Devanne        | Romain Hardy          |
| 2024      | Ludovic Morice            | Mathis Corlay Le Baron | Killian Briand        |
| 2025      | Ludovic Morice            | Florian Rapiteau       | Kelvin Laot           |